# Dortmund (rose)
Pour les articles homonymes, voir Dortmund (homonymie).
'Dortmund' est un cultivar de rosier grimpant obtenu par l'obtenteur allemand Wilhelm Kordes II (1891-1976) en 1955. Il rend hommage à la ville de Dortmund en Allemagne et a bénéficié du certificat ADR en 1954, remportant de nombreux prix par la suite, comme le prix de la Royal Horticultural Society (RHS/RNRS) en 2001. 

## Description

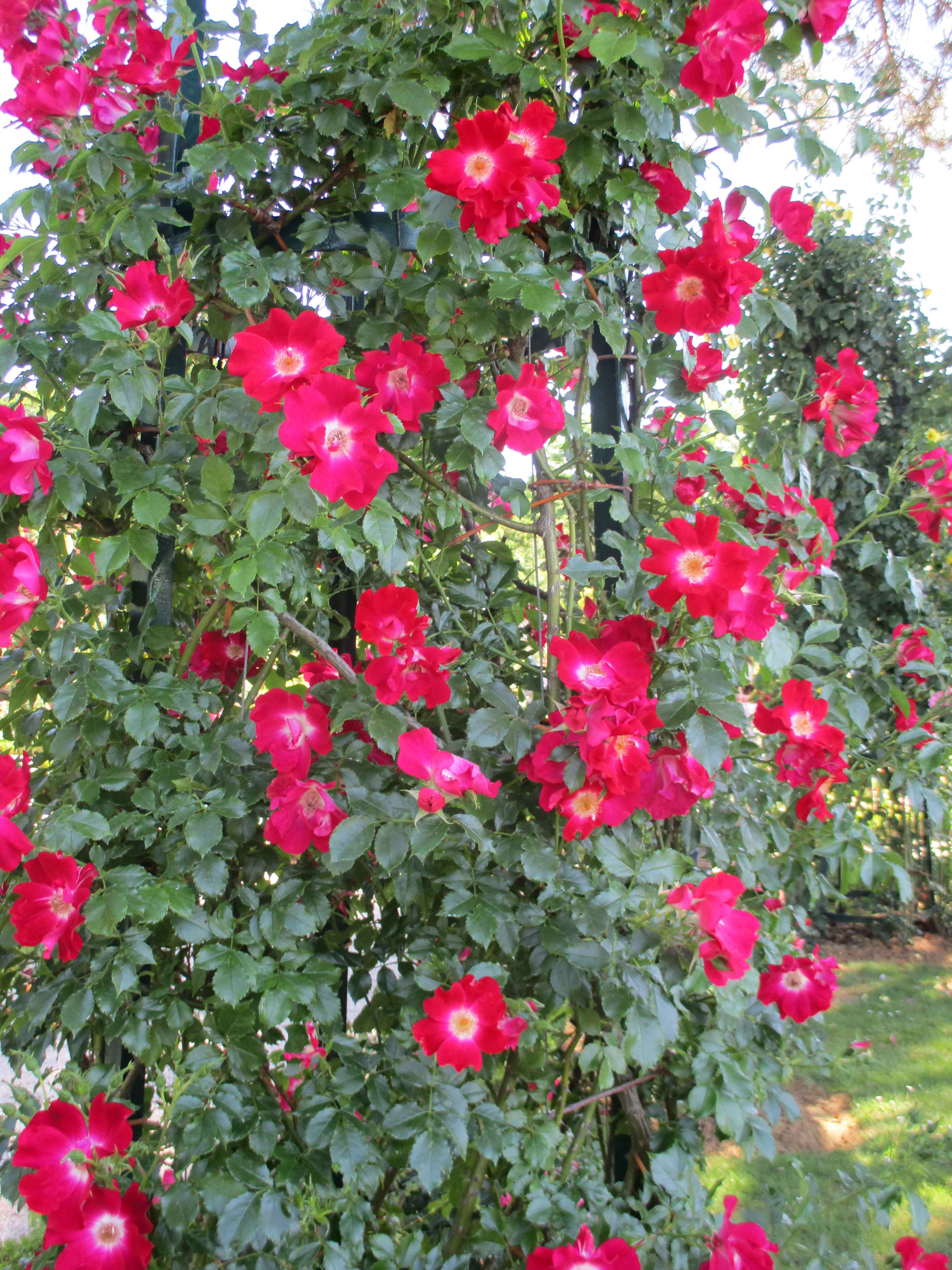
Rosier 'Dortmund' à la roseraie de Bagatelle.

Ce rosier grimpant, de la famille des hybrides Kordesii, présente de grosses fleurs simples, d'un rouge cerise écarlate au cœur blanc, de quatre à huit pétales, voire dix,. Son buisson au port érigé possède un feuillage abondant et vert foncé semi-brillant sur des rameaux épineux. Il peut s'élever entre 250 cm et 365 cm et plus encore sous les climats très cléments, et il fait jusqu'à 185 cm de largeur. Il peut aussi être taillé en grand arbuste.
La floraison de 'Dortmund' est remontante et généreuse jusqu'aux premières gelées. Ce cultivar a besoin d'une situation ensoleillée, mais supporte l'ombre claire. Il résiste à des hivers rigoureux à -25° (zone de rusticité 4b-9b). Il est donc adapté pour les régions du Nord.
On peut l'admirer à la roseraie de Bagatelle et à l'Europa-Rosarium de Sangerhausen ou à la roseraie d'Uetersen, ainsi que dans de nombreuses roseraies du monde entier. Ce rosier est très prisé pour sa couleur exceptionnellement vive et sa floraison abondante et figure dans de nombreux catalogues. Il est idéal pour recouvrir un mur, une clôture, une arche, un pilier et pour égayer les côtés d'une porte d'entrée.
Il est issu d'un croisement avec un semis non nommé et 'H. Wulff'.